# ファストファッション
ファストファッション（英: fast fashion）は、最新の流行を取り入れながら低価格に抑えた衣料品を、短いサイクルで世界的に大量生産・販売するファッションブランドやその業態。価格を抑えるために、製造小売業 (SPA) の形態をとっている会社が多い。

## 解説

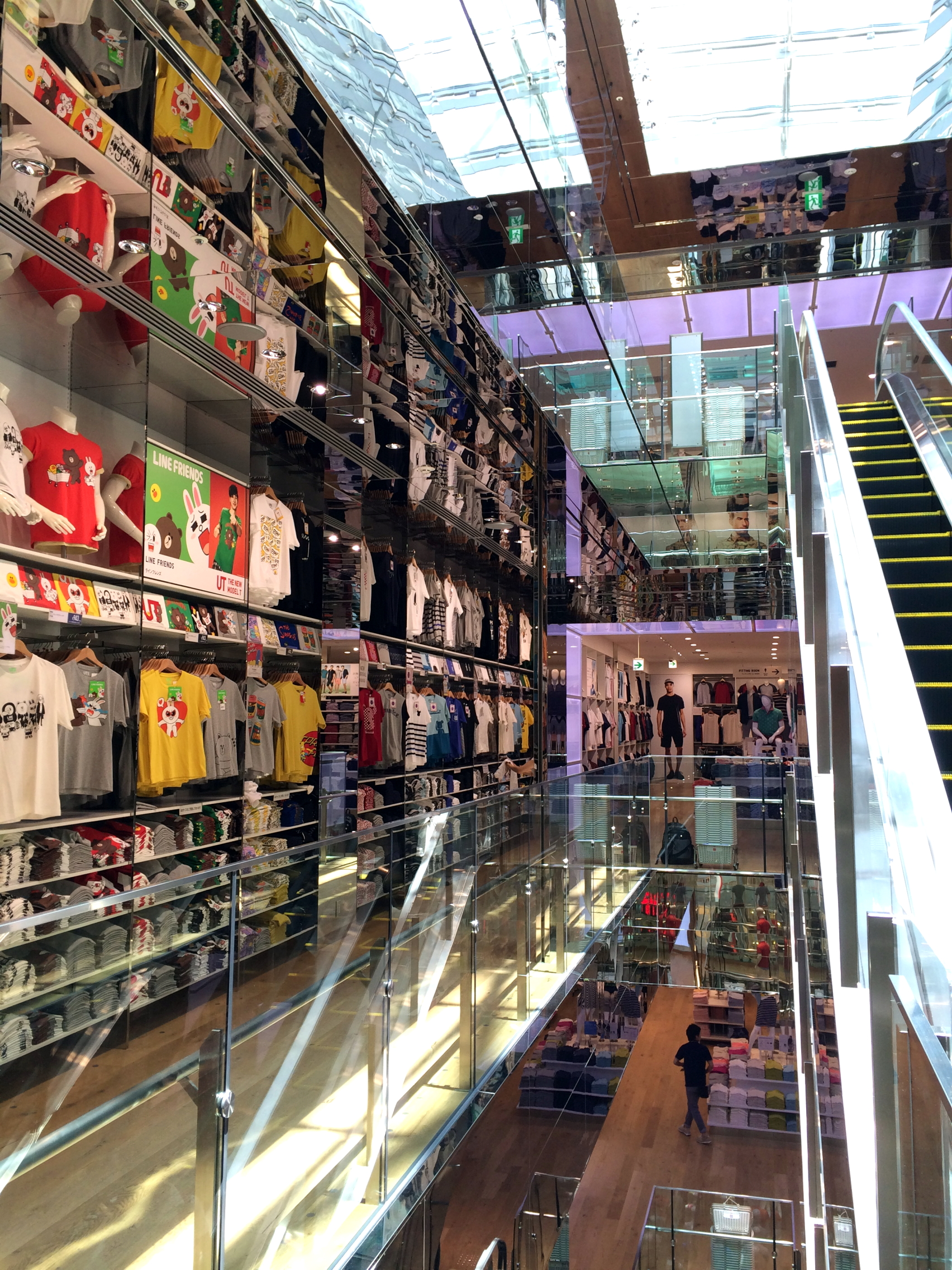
衣服が並ぶユニクロ大阪心斎橋店内

早くて安いファストフードになぞらえて、2000年代半ば頃から呼ばれるようになった。2009年の新語・流行語大賞トップテンにも選ばれた。
2015年までの10年で、日本国内では外資系ファストファッションの店舗数が倍増したが、その後は閉店・撤退するブランドが増え、2021年時点の国内合計売上は2015年に比べ半減している。
手頃な価格でファッションを楽しめる一方で、中国やベトナム、バングラデシュなど衣類の生産を受け持つ発展途上国の工場やショップで働く従業員の人権や労働衛生、また工場を置いている国での環境汚染問題などがたびたびメディアで取り上げられ大量消費社会の象徴と批判されている。ユニクロの創業者である柳井正は、イギリスBBCのインタビューで「ファストファッションには未来はない」「安易に物作りしすぎで、地球の資源を無駄にしている」と述べた。フランスでは2025年にファストファッションを規制する法案が議会上院で可決され、SHEINなど超低価格ファストファッション企業やその製品について、広告やインフルエンサーによる宣伝などが禁止されることとなった。
また、世界的な経済格差と貧困拡大によって、安価なファストファッションの衣類しか購入できない層が増えており、日本でも2015年時点で日本人の着ている衣料品の45%が安価な衣類という状況になっている。

## 定義
ファストファッションとは、最新の流行を取り入れた衣料品を迅速に生産・供給するというのが本来の意味であるが、「低価格ブランド」と同義であると捉えられることも多い。
ファストファッションに分類されることが多いユニクロは、流行を取り入れたものよりも定番商品が主力であることから、ファストファッションではないとする見方もある。また、ユニクロは商品企画から店頭に並ぶまでに1年以上かかるため、本来の定義としてのファストファッションには該当しない。
ユニクロ創業者の柳井は「ZARAはファストファッションだが、ユニクロは違う」「ユニクロはファストファッションではない。何シーズンでも何年でも着られる。使い捨ての服は作らない」と述べている。H&MやZARAも同様に「我々はファストファッションではない」とコメントしている。

## 代表的なブランド
日本
- ユニクロ（売上高業界世界第3位）
- GU
- しまむら
- Honeys
- WEGO
- GLOBAL WORK

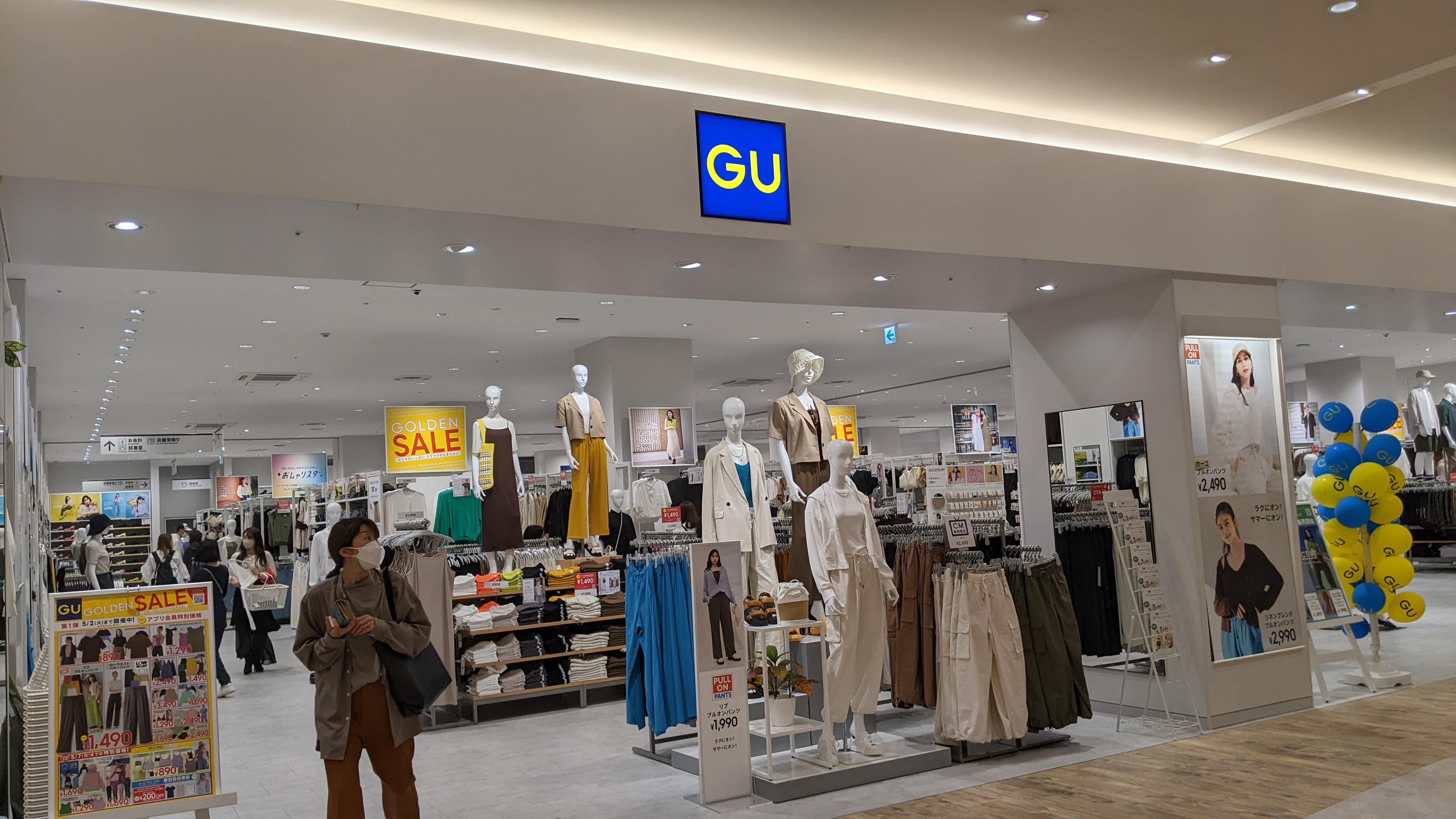
GU
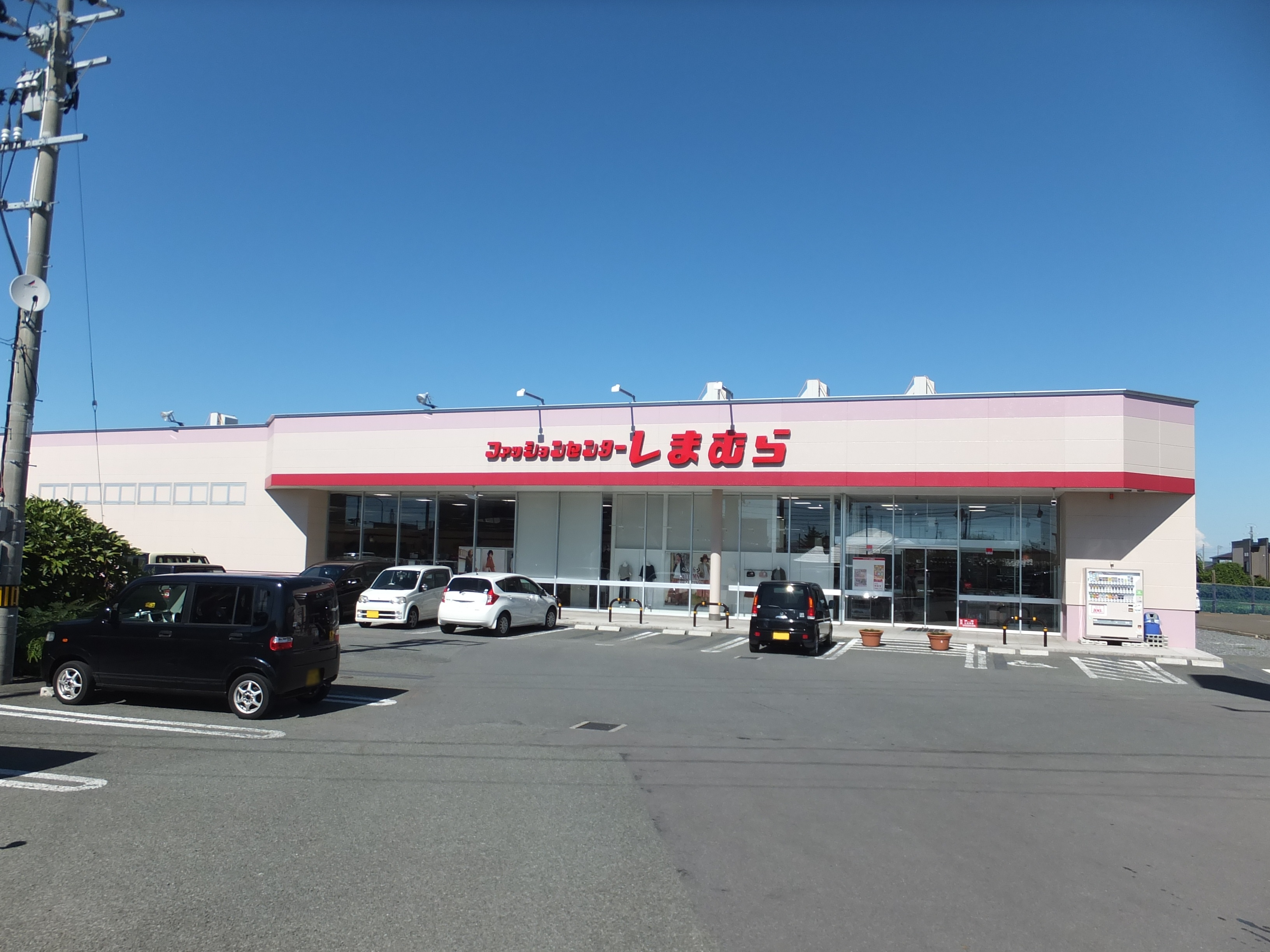
しまむら
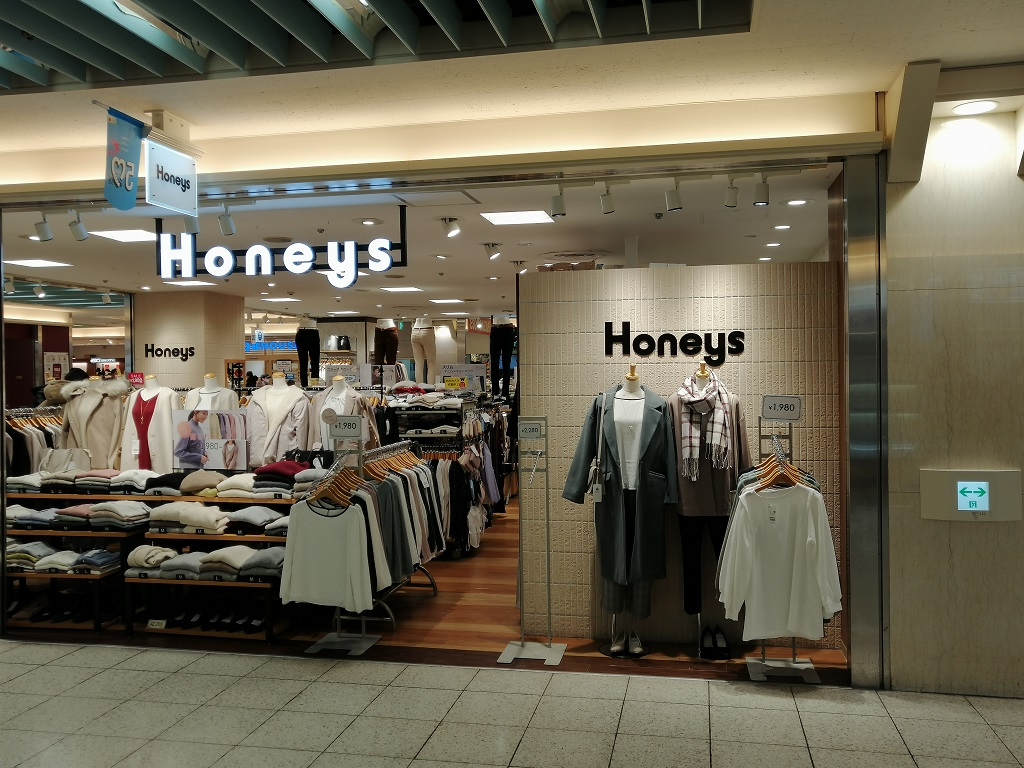
Honeys
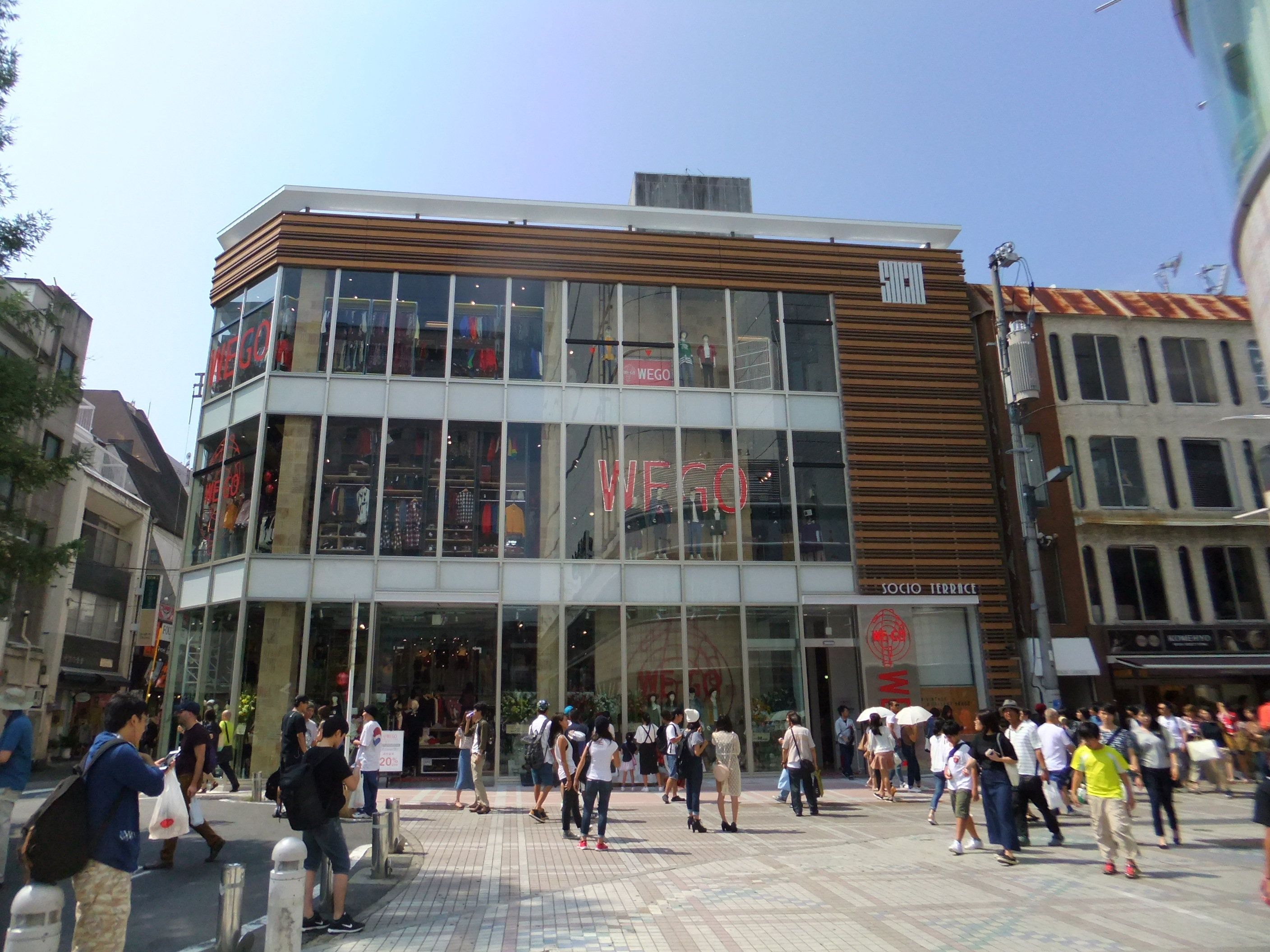
WEGO
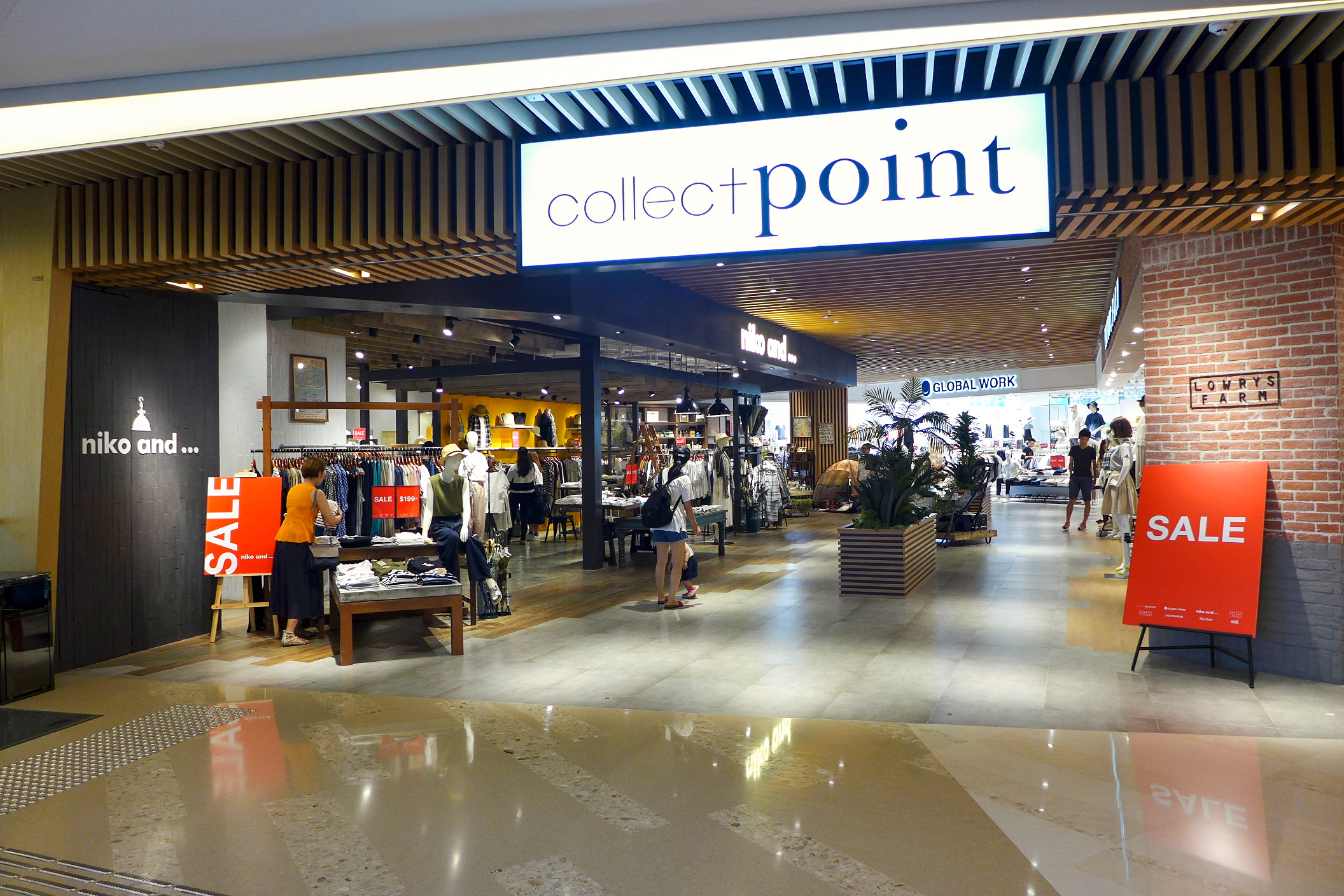
GLOBAL WORK

中国
- SHEIN
- ジョルダーノ（売上高アジア第2位） - 香港

スウェーデン
- H&M（売上高業界世界第2位）

アメリカ
- GAP（売上高業界世界第4位）
- Old Navy
- FOREVER 21
- AMERICAN EAGLE OUTFITTERS
- Urban Outfitters
- Abercrombie & Fitch
- Hollister
- Armani Exchange
- Lucky Brand Jeans

スペイン
- ZARA（売上高業界世界第1位）
- Bershka
- Mango

イギリス
- TOPSHOP
- Superdry

ベルギー
- C&A

フランス
- Celio*